# Sistema Europeo de Transferencia y Acumulación de Créditos
El Sistema Europeo de Transferencia y Acumulación de Créditos (en inglés; European Credit Transfer and Accumulation System (ECTS)) es un sistema utilizado por las universidades de Europa para convalidar asignaturas y, dentro del denominado proceso de Bolonia, cuantificar el trabajo relativo al estudiante que trabaja bajo los grados auspiciados por el Espacio Europeo de Educación Superior (EEES). Podría parecer que este tipo de créditos se crearon a partir de dicho proceso de convergencia europea; sin embargo, ya se utilizaron en iniciativas de movilidad estudiantil anteriores como, por ejemplo, el programa Erasmus.[cita requerida]

## Características principales
Todo sistema de asignación de créditos ha de tener su equivalente en créditos ECTS (siglas de European Credit Transfer System). Tal sistema es el único vigente desde 2010, por lo que las diferentes comisiones universitarias y los ministros de Educación de cada país inmerso en el Espacio Europeo de Educación Superior (EEES) se han reunido bienalmente desde 1999 hasta su entrada en vigor. Así, pese a que 2010 fue y se considera la fecha límite formal del proceso de Bolonia, este no puede darse todavía por terminado; requiere un seguimiento que aporte evidencias sobre las competencias adquiridas por los inminentes egresados de cada grado académico.[cita requerida]
Por ejemplo, la Universidad Autónoma de Madrid establece que sus créditos sigan la proporción 6/4.5 con respecto a los ECTS, es decir, por cada seis créditos LRU (aproximadamente una asignatura cuatrimestral) se pasan aprobados cuatro créditos y medio.
Los créditos resultantes del proceso de Bolonia tienen una equivalencia exacta con respecto al resto de universidades europeas, por lo que una de las principales motivaciones es la integración e interacción de los estudiantes en un marco continental.
Hay que destacar que los créditos LRU solo cuantifican el número de horas de trabajo en aula del alumno, mientras que los ECTS hacen referencia al trabajo en clase y fuera de ella. Es decir, indican cuánto tiempo tiene que dedicar el alumno a una materia para poder aprenderla (y aprobarla).
Basándose en la idea de que cada curso universitarios debe constar de 60 ECTS, se hace una equivalencia en relación con la cantidad de horas anuales que el alumno debe estudiar (en torno a 1500 o 1800 horas), de lo que el resultado es 25 o 30 horas de trabajo relativo al estudiante por cada crédito. Existen universidades como la Universitat de València donde se ha reglamentado el número de horas docentes (lectivas) que obligatoriamente han de impartirse por cada ECTS. Concretamente, en este caso, se asumen entre 6 y 10 horas lectivas por cada ECTS en postgrados propios presenciales y entre 4 y 8 horas lectivas por cada ECTS en postgrados propios no presenciales (en línea o semi-presenciales). 
El uso de este tipo de créditos no solo refleja una manera de cuantificar la enseñanza universitaria sino que esta, al centrarse en la tarea del alumno y no en la del profesor, requiere de un cambio metodológico que consiga poner al alumno en el centro del proceso de enseñanza-aprendizaje siendo coherente con los principios constructivistas que ponen el énfasis en que la educación la realiza, principalmente, el sujeto que aprende y no el profesor.

### Tabla de calificaciones
ECTS incluye un método para convertir calificaciones entre países y universidades. Para convertir las calificaciones, las universidades necesitan calcular una tabla de calificaciones.
Una tabla de calificaciones muestra el porcentaje de estudiantes que obtuvieron cada nota, idealmente en el nivel de ISCED-F.
La calificación de un estudiante se puede convertir al percentil de calificación ("entre los X% mejores estudiantes"). La calificación equivalente en otra universidad es la que representa el percentil más cercano en la tabla de calificaciones de esa universidad. Debido a que algunas escalas de calificación son más o menos granulares que otras, varios niveles de calificación pueden ser equivalentes. Para los estudiantes de intercambio, la universidad de destino debe elegir si otorgar la calificación equivalente más baja, promedio o más alta posible.